# Malo Blaško
Malo Blaško (cyr. Мало Блашко) – wieś w Bośni i Hercegowinie, w Republice Serbskiej, w gminie Laktaši. W 2013 roku liczyła 666 mieszkańców.